# Heteropsis viettei
Heteropsis viettei is een vlinder uit de familie van de Nymphalidae, uit de onderfamilie van de Satyrinae. De soort is voor het eerst wetenschappelijk beschreven door David C. Lees in een publicatie uit 2003.
De soort komt voor in de bossen en bosranden van Madagaskar.